# Lena Schilling
Pour les articles homonymes, voir Schilling.
Lena Schilling, née le 8 janvier 2001 à Vienne, est une militante écologiste autrichienne. À 23 ans elle est désignée comme tête de liste par le bureau des Verts autrichiens pour les élections européennes de 2024. Elle est la plus célèbre des activistes du climat d'Autriche selon Le Monde.

## Biographie

### Famille
Lena Schilling est la fille unique d'une travailleuse sociale et d'un directeur de banque.

### Formation
Lena Schilling étudie l'art au lycée KunstModeDesign Herbststrasse (de). Après avoir obtenu son diplôme d'études secondaires, elle étudie les sciences politiques à l'Université de Vienne. Elle s'y fait connaître du grand public en tant que militante pour le climat au sein de la grève étudiante pour le climat (Fridays for Future). À ce titre, elle intervient publiquement lors de la conférence communale de l'Association autrichienne des communes en 2019 aux côtés du président fédéral, de la chancelière fédérale et du président du Conseil national.
Lena Schilling fonde le Conseil de la jeunesse qui occupe le chantier de construction du tunnel du Lobau (de) à Vienne,. Selon le Kleiner Zeitung, les manifestations qu'elle mène représentent  « les plus grandes manifestations écologiques depuis l'occupation de la rivière Hainburger Au (en) ».
En 2021, elle participe au long mouvement d’occupation d’une zone humide viennoise menacée de destruction dans le cadre d’un projet de construction d’un tunnel autoroutier sous le Danube. Le chantier a finalement dû être abandonné sous la pression des écologistes. Cette année-là, elle est décrite sur FM4 comme « probablement la jeune femme la plus politiquement active du pays ». Fin 2021, elle participe à une table ronde diffusée à l'échelle nationale dans la série « Im Zentrum (de) ».
En 2022, Lena Schilling est membre du conseil consultatif de la fondation COMÚN (de) qui est dédiée à la justice sociale et environnementale et la protection de la démocratie.
Depuis juin 2023, elle tient une chronique dans le plus important (en tirage) quotidien d'information autrichien Kronen Zeitung. Dans sa première chronique, elle y critique la politique environnementale du SPÖ.

### Politique
Le 22 janvier 2024, Lena Schilling, alors indépendante, est proposée par le porte-parole fédéral Werner Kogler comme tête de liste des Verts autrichiens pour les élections européennes de 2024. Sa position est ensuite confirmée à 96,6 % par la base du parti lors du congrès fédéral des Verts le 24 février à Graz,,.
Sa présence détonne dans une campagne où les autres têtes de liste sont des hommes âgés de plus de 50 ans dotés d'une longue carrière politique.

## Publications
- (de) Changement radical : Parce que nous avons un monde à gagner [« Radikale Wende: Weil wir eine Welt zu gewinnen haben »]  (préf. Konstantin Wecker), Vienne, Amalthea, 2022 (ISBN 978-3-99050-231-0)

## Réferences
- (de) Cet article est partiellement ou en totalité issu de l’article de Wikipédia en allemand intitulé « Lena Schilling » (voir la liste des auteurs).

1. ↑  (de) Conny Bischofberger, « Rettet man so das Weltklima, Frau Schilling? », sur Kronen Zeitung, 6 février 2022 (consulté le 29 janvier 2024)
2. 1 2 3 4  Jean-Baptiste Chastand, « En Autriche, l’option radicale des Verts pour les élections européennes », Le Monde.fr,‎ 28 janvier 2024 (lire en ligne, consulté le 29 janvier 2024)
3. ↑  (de) Veronika Dolna, « Der Wert der Natur | Lena Schilling führt die größten Öko-Proteste seit Jahrzehnten », sur www.kleinezeitung.at, 27 novembre 2021 (consulté le 29 janvier 2024)
4. 1 2  (de) Cathren Landsgesell, « Future Challenge - "Es ist Zeit, selbst etwas zu tun" », sur Wiener Zeitung Online, 22 février 2019 (consulté le 29 janvier 2024)
5. ↑  (de) Helmut Reindl, « Gemeinden sind die Konstante in der Republik », sur KOMMUNAL.AT, 1er juillet 2019 (consulté le 29 janvier 2024)
6. 1 2  (de) Ambra Schuster, « Women in Protest: Wer ist Lena Schilling? », sur fm4.ORF.at, 9 mars 2021 (consulté le 29 janvier 2024)
7. ↑  (de) « Jugendrat droht: Wird Lobau-Tunnel gebaut, machen wir zweites Hainburg! », sur OTS.at (consulté le 29 janvier 2024)
8. ↑  (de) josef.gebhard, « Warum eine 20-jährige Studentin die Lobau besetzen will », sur kurier.at, 5 juin 2021 (consulté le 29 janvier 2024)
9. ↑  (de) Veronika Dolna, « Klima-Proteste | Die "Zuckergoscherlrevolutionärin", die Baustellen lahm legt », sur www.kleinezeitung.at, 9 septembre 2021 (consulté le 29 janvier 2024)
10. ↑  (de) « „IM ZENTRUM“: Wie teuer muss Klimaschutz sein? Was die Energiewende uns alle kosten wird », sur OTS.at (consulté le 29 janvier 2024)
11. ↑  (de) « 3 Initiativen und 4 Fonds: Gemeinwohlstiftung COMÚN startet in Arbeitsjahr 2023 », sur OTS.at (consulté le 29 janvier 2024)
12. ↑  Lena Schilling ist das neue Gesicht in der „Krone“, krone.at, 1. Juni 2023, abgerufen am 5. Juni 2023.
13. ↑  (de) ORF at red, « EU-Wahl: Lena Schilling wird grüne Spitzenkandidatin », sur news.ORF.at, 22 janvier 2024 (consulté le 29 janvier 2024)
14. ↑  (de) « Junge Quereinsteigerin | Klimaaktivistin Lena Schilling geht offenbar für Grüne ins EU-Wahlrennen », sur www.kleinezeitung.at, 20 janvier 2024 (consulté le 29 janvier 2024)
15. ↑  (de) Oona Kroisleitner, « Grüne wählen Schilling mit 96,6 Prozent zur EU-Spitzenkandidatinn », sur www.derstandard.at, 24 février 2024 (consulté le 29 mars 2024)